# PIP文化產業
PIP文化產業（簡稱PIP）是香港一個發展表演藝術的文化團體，藝術總監為詹瑞文及甄詠蓓。
PIP文化產業是香港首家以表演藝術為起點發展而成的文化產業機構，以PIP文化理念（Pleasure·Imagination·Play——喜悦．想像．遊戲）為核心，率先拓展香港開發未為完善的文化產業潛力，為未來發展出一種連結「藝術」與「生活」的文化產業模式，締結商業及藝術伙伴，創造藝術的新價值、就業機會及經濟生產力，並培育藝術行業專才。

## 歷史
PIP前身為1993年創辦的香港十大藝團之一、四大專業戲劇團體之一的「劇場組合」。2008年3月12日，「劇場組合」聯合藝術總監詹瑞文召開記者招待會，向傳媒宣佈 —「劇場組合」為配合劇團文化藝術發展的願景與步伐，決定於2008年3月31日的資助期屆滿後，主動放棄政府的資助，把「劇場組合」重組為PIP文化產業，成立文化產業機構「PIP文化產業」（簡稱PIP），把創作領域從舞台擴展至不同範疇。

## 理念
PIP的理念基礎來自歐洲著名表演訓練學校École Jacque Lecoq中兩位重要老師Philippe Gaulier及Monica Pagneux的演技及身體訓練──「Le Jeu」，可譯作「Acting, Play, Game」。訓練的過程中，Jeu即Pleasure（喜悅），是一種自然、悅啟動自由、動力及靈敏的狀態，喜悅使人忘我，樂於表現自己，並加強對美學及生活的觸覺。而Play（玩遊戲）可帶來喜悅，亦可Enjoy Your Failure（享受挫敗），把挫敗感變成喜悅，把阻力成為推動力，更積極面對生活壓力。Play亦作戲劇的「戲」，戲劇本質上也是遊戲，從喜悅的狀態學習演戲，「戲」從樂生、樂在戲中，Pleasure & Play兩者相互滋長。
2008年，詹瑞文與甄詠蓓在Pleasure與Play的概念上再加入Imagination，令PIP的概念更完整。Imagination（想像）可以擴闊視野，刺激思維。PIP的藝術概念由Pleasure、Imagination、Play啟發。專業方面，兩人建立「PIP表演訓練方法」，讓演員透過Pleasure進入戲劇的新領域，讓其找到「表演的自由」。在生活藝術方面，則以獨特的幽默和積極互動工作坊及講座，讓參予者找到「身心的自由」，面對社會壓力、表現自我，從而享受和創造生活。

## 主要業務
PIP以舞台表演、流行媒體及生活文化三大方向為發展主軸，以PIP劇場、PIP兒童劇場、PIP藝術學校、PIP電影、PIP音樂、PIP創意、PIP閱讀、PIP生活及PIP Café九間子公司為發展藍圖，並將投放更多資源於研究及發展（R&D）項目。

### 舞台表演
以「PIP劇場」、「PIP兒童劇場」及「PIP藝術學校」為核心，延續與詹瑞文及甄詠蓓共事的班底以及共同努力的藝術成果，繼續發展舞台表演藝術。
PIP劇場是香港四大專業戲劇團體之一，成立於1993年，現任藝術總監由資深演員詹瑞文及甄詠蓓聯合擔任。「PIP劇場」秉承香港十大旗艦藝團之一「劇場組合」的藝術佳績，繼續創作及介紹高質素的舞台作品。
他們的作品主要以「形體劇場」及「編作劇場」的理念為創作基礎，內容取材自生活並加添幽默及諷喻，讓作品富有強烈動感和性格，憑多年經驗累積而成的「PIP藝術概念」（PIP – Pleasure‧Imagination‧Play - 喜悅．想像．遊戲）涵蓋創作、表演、訓練等表演與生活藝術的範疇。
他們成立至今已經創作逾50齣舞台作品。曾經獲得香港舞台劇獎最佳男主角、女主角、佈景設計、燈光設計、劇裝設計及「十大最受歡迎製作」等。其普及劇場系列《男人之虎》、《萬世歌王》及《萬千師奶賀台慶》更廣受歡迎，共演出超過二百場，觀眾人數達二十萬，改變了香港人對舞台劇的認知。2004年，PIP劇場組合應邀到日本新國立劇場及台灣新舞臺等地巡迴演出代表作《兩條老柴玩遊戲》，邁向國際，被海外評論家譽為世界級作品。
「PIP兒童劇場」透過優質的兒童舞台作品，在「美感教育」及「生命教育」的範疇，培育孩子的成長。1998年，他們開始創作多齣高質素、娛樂、教育與啟發性並重的兒童音樂劇，包括：《弊傢伙！巫婆靚靚唔見咗！》、《錫錫啤啤熊》、《超人阿四》、《細路‧細路‧細路SHOW》、《惡人谷》、《小紅帽的藍色世界》、《查查茶篤撐》、《尋找聖誕小肥羊》及《月亮7個半》等。2002年獲香港藝術發展局的「三年資助」。2003年獲香港藝術發展局頒發「優秀藝術推廣獎(金獎)」。2005及06年獲新城電台「勁爆兒歌金曲獎（金獎）」及「兒歌金曲最佳組合獎」。
「PIP藝術學校」是香港首間以劇團的藝術美學創建而成的藝術學校，2003年已開始舉辦不同課程，PIP劇場2004年進駐香港藝術中心，全力發展PIP藝術學校，至今學生已超過3,500人次。課程分「專業訓練」、「生活藝術」、「青年部」及「兒童教育」，涵蓋專業人才培訓、表演藝術的啓悟以至藝術的社會應用。而「兒童教育」的課程更發展迅速，廣受歡迎。2008年更獲香港藝術發展局頒發「藝術教育獎」，肯定PIP藝術學校的成績。

### 流行媒體
以「PIP電影」、「PIP音樂」及「PIP創意」為核心，將表演藝術發展至流行文化的範疇，未來將製作電影、音樂產品、數碼影音、互動科技媒體、及策劃不同形式舞台製作。

### 生活文化
以「PIP閱讀」、「PIP生活」及「PIP Café」為核心，拓展藝術的接觸面。從出版到書店，從時裝、生活用品到「概念商店」、從咖啡店到café theatre，將藝術的美感融於生活。

## 外部結連
- PIP文化產業網頁（页面存档备份，存于）